# Quirinus Cup
Internationaler Quirinus Cup – międzynarodowy turniej piłki ręcznej odbywający się co roku w okresie zielonych świątek w Niemczech w mieście Neuss. Biorą w nim udział zarówno dziewczyny jak i chłopcy w kategoriach: 
- "młodzika młodszego” (zawodnicy do 12 lat)
- „młodzik” (do 14. roku życia)
- „junior młodszy” (do 17. roku życia)
- „junior starszy” (do 19 lat).

Temu wydarzeniu towarzyszy świetna atmosfera wspólnych zmagań sportowych. Zawodnicy muszą przebyć standardową drogę do finału poprzez wyjście z grupy i ćwierćfinały. W tym roku, jak również w poprzednim, najsilniejsza polska drużyna dziewczęca – SMS Gliwice rocznika 93/92, wygrała turniej w swojej kategorii, niestety w tegorocznych zawodach nie wzięła udziału żadna męska drużyna z Polski.